# 約翰內斯·凱澤 (智利政治人物)
约翰内斯·马克西米连·凯泽尔·巴伦茨·冯·霍恩哈根（德語：Johannes Maximilian Kaiser Barents von Hohenhagen，1976年1月5日—），智利政治人物、YouTuber，现为国家自由意志党的创始人，曾是智利共和党党员。
他因其极右翼、民族主义、社会保守和自由意志主义立场而受到关注，并在多个场合发表引起争议的言论，包括对奥古斯托·皮诺切特的公开辩护、对女性选举权的讽刺批评以及对非法移民和枪支拥有的强烈支持。
他自2022年起担任智利众议院议员，并宣布将参加2025年智利总统选举，代表国家自由主义党竞选总统职务。

## 家庭背景与早年生活
凯泽1976年出生于智利圣地亚哥，父母皆为德裔智利人。他的祖父弗里德里希·埃尔恩斯特·凯泽·里希特（Friedrich Ernst Kaiser Richter）于1936年从德国符腾堡以社会民主主义者的身份逃离纳粹德国，移居智利南部城市比亚里卡（Villarrica），并于1956至1957年间担任当地市长。
凯泽家族成员中，亦有其他公众人物，包括其兄长、智库学者阿克塞尔·凯泽（Axel Kaiser）及妹妹、政治评论员兼前议员瓦妮莎·凯泽（Vanessa Kaiser）。
凯泽在多所德国学校接受教育，曾就读于圣地亚哥的德意志学校、比亚里卡和特木科等地的学校，并在贝尔纳多·奥希金斯陆军军事学校完成高中学业。他之后入读圣地亚哥的芬尼斯特雷大学攻读法律，后转赴德国海德堡大学继续学习，亦未完成学业。
随后，他迁居奥地利因斯布鲁克，在当地从事多种临时工作，包括餐厅管理、汽车销售、建筑工人、酒店前台、自由体育记者等。据称他曾在因斯布鲁克大学选修政治、法律、哲学等课程。

## 公众生活与争议

您的党徽

2013年，凯泽创建了名为“El Nacional-Libertario”的YouTube频道，并通过该平台传播其政治观点，积累了数万名订阅者。2016年起，他定期主持政治节目，并在2017年智利总统选举期间支持何塞·安东尼奥·卡斯特（José Antonio Kast）的竞选活动。
2021年，他作为共和党成员当选为智利众议院第十选区议员，代表包括圣地亚哥、圣华金、麦库尔、普罗维登西亚等城市。他曾因视频中对女性投票权的讽刺性言论引发公众愤怒，并在舆论压力下退出共和党。
2022年他以无党籍身份进入议会并恢复与共和党的合作，直至2024年1月再次退党，原因是党内对于其“违反党纪”的惩罚，包括在宪法公投中公开表示“反对”立场。
2024年6月，他正式成立国家自由党，并于年底宣布角逐2025年总统选举，提出更为激进的右翼议题，包括关闭边境、限制福利、削减内阁、恢复军事治安等。

## 政治立场与意识形态
凯泽自称为“反动派”，明确反对进步主义。他主张保守的社会价值观，强调传统家庭结构，反对堕胎、性别理论及LGBT权利，支持历史修正主义，特别是对1973年智利政变的正面评价。
他强调个人自由与自我防卫的权利，极力推动民众持枪合法化，坚决主张国家应退场让位于私营部门，因而被学界和媒体视为智利的“古典自由主义”和“原始自由意志主义”代表人物。

## 个人生活
凯泽在2022年与伊维特·阿瓦里亚·韦拉（Ivette Avaria Vera）结婚，后者原为右翼政党UDI的顾问。两人育有一女，他另有两名前段关系中的子女。凯泽及其家庭成员已由其他基督教派改信东正教。